# Fidelity National Financial
Fidelity National Financial, Inc. (NYSE: FNF) er et amerikansk forsikringsselskab med hovedkvarter i Jacksonville, Florida. De udbyder title insurance og ejendomsforsikringer. Deres omsætning var i 2022 på 9 mia. USD og de havde 23.100 ansatte.